# Umberto Calvello
Umberto Calvello (Pistoia, 28 maggio 1897 – Venezia, 10 agosto 1919) è stato un aviatore italiano.
Fu un asso dell'aviazione della Regia Marina durante la prima guerra mondiale; è accreditato dalla lista emessa dalla Regia Marina al termine del conflitto per cinque vittorie anche se il suo libretto di volo riporta la registrazione di solo tre vittorie.

## Biografia
Umberto Calvello, figlio di generale e nipote di un ammiraglio del Regno delle Due Sicilie, nacque a Pistoia il 28 maggio 1897.
Nel luglio del 1916 si arruolò volontario nella Regia Marina ricevendo la qualifica di aspirante guardiamarina e fu presto assegnato alla Stazione Idrovolanti di Venezia come osservatore alla 251ª Squadriglia dotata di idro FBA ma in corso di riequipaggiamento con i Macchi L.3.
Il 30 giugno 1917, partecipò all'attacco portato su Trieste da sei idrovolanti e per questa azione fu insignito di Medaglia di Bronzo al Valor Militare.
Promosso guardiamarina, Umberto Calvello frequentò il corso di pilotaggio nell'estate del 1917 conseguendo il brevetto il 26 del mese successivo.
Nel novembre del 1917, durante la ritirata di Caporetto, effettuò tredici missioni di guerra.
In quel periodo la Regia Marina stava riorganizzando le sue squadriglie da caccia iniziavano ad essere equipaggiate con i nuovi idrovolanti da caccia monoposto Macchi M.5.
Dopo il passaggio sul nuovo idrovolante, Calvello venne trasferito alla 260ª Squadriglia sempre dislocata a Venezia.
Nei mesi seguenti, Colvello affinò le sue qualità di pilota compiendo numerose missioni che lo videro impegnato in voli di ricognizione, attacchi a drachen, intercettazioni, attacchi al naviglio nemico.
Fu proprio in quei mesi che adottò come insegna personale sul suo Macchi M.5 numero 2, il personaggio di “Fortunello”, un personaggio dei fumetti molto popolare all'epoca.
Il 22 aprile assieme a due altri colleghi della 260ª squadriglia partecipò alla scorta dei bombardieri inviati ad attaccare la corazzata austriaca SMS Tegetthoff, impegnata in un ciclo di esercitazioni al tiro nelle acque antistanti Fasana.
Durante la missione di scorta, gli idrocaccia italiani (Calvello con il Macchi numero 2 matricola 7103, il 2º capo Andrea Rivieri sul Macchi numero 3 matricola 7237 ed il marinaio Giuseppe Pagliacci) intercettarono un idrovolante austriaco R1 (TL Lohner) (equipaggio: maschinenmaat Stefan Bauer e seefahnrich Alfred Edler) in missione antisommergibile abbattendolo dopo un lungo combattimento. L'equipaggio austro-ungarico fu recuperato illeso e fu fatto prigioniero da una torpediniera italiana.
Il Macchi M.5 rappresentava un formidabile avversario per gli aviatori navali austriaci di Trieste. Una conferma delle qualità del nuovo idrovolante ebbe modo di manifestarsi il 4 maggio quando gli idrocaccia italiani rivendicarono una grande vittoria contro i loro avversari, guidati dall'asso dell'aviazione di marina austro-ungarica Gottfried von Banfield.
La pattuglia italiana, composta da Calvello (che pilotava il Macchi M.5 numero 2 matricola 7103), dal 2º nocchiero Andrea Rivieri, dal 2º capo Guido Iannello e dal marò Giuseppe Pagliacci, alla guida del tenente di vascello Federico Martinengo, di scorta al Macchi M.5 numero 8 in missione di ricognizione fotografica sulla base navale di Trieste, fu intercettata da numerosi idrocaccia austriaci del tipo Hansa Brandeburg W.18.
I piloti italiani rivendicarono l'abbattimento di tre idrocaccia due dei quali l'A.91 e l'A.78 furono costretti ad ammarare e catturati insieme ai loro equipaggi.
L'A.82 pilotato da Banfield fu costretto ad ammarare sotto costa.

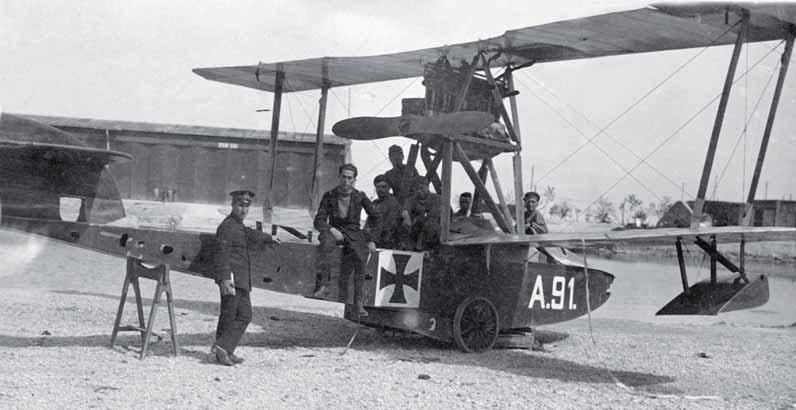
Umberto Calvello insieme a personale della 261ª squadriglia accanto al relitto dell'Hansa-Brandeburg W.18 abbattuto e catturato il 4 maggio 1918

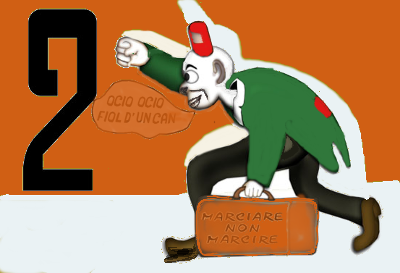
Dettaglio dell'insegna personale di Umberto Calvello, "Fortunello"

Stranamente, Il libretto di volo di Calvello riporta però solo due vittorie: “Ago 91” e “Ago V1”.
Tra giugno e agosto, Calvello fu impegnato in azioni di caccia e scorta a bombardieri e ricognitori.
A questi si aggiunsero anche alcuni voli per rifornire di piccioni viaggiatori alcuni informatori attivi dietro le linee austro-ungariche.
Il 19 settembre, Calvello scortò i bombardieri SIA 9 della 1ª Squadriglia Navale Siluranti Aeree di Gabriele d'Annunzio nella missione di bombardamento su Pola.
Durante la battaglia di Vittorio Veneto anche gli aerei della Marina furono impegnati in operazioni di attacco al suolo a supporto delle truppe italiane in avanzata.
Il 31 ottobre durante una di queste azioni nei pressi di Caorle, il velivolo di Calvello fu colpito al motore dal tiro contraereo ma riuscì a planare nelle paludi di Alberoni.
Mentre i compagni tengono a distanza gli austriaci, Ravazzoni ammara vicino al compagno che nel frattempo ha sfondato lo scafo del Macchi per affondarlo. Dopo aver alleggerito il velivolo, Calvello si mette ai comandi mentre Ravazzoni si posiziona sotto il motore. 
Dopo una lunga, interminabile corsa l'idrovolante riesce faticosamente a decollare, vanamente inseguito dalle fucilate austriache, portando in salvo i due piloti.
L'ultima missione di Calvello fu compiuta su Trieste, oramai pronta all'arrivo degli italiani. Fu proprio un pilota della 260ª, Pagliacci, ad ammarare per primo nel porto di Trieste.
il 1º dicembre 1918, Calvello fu assegnato alla Stazione Idrovolanti di Trieste dove rimase fino al 1º luglio 1919 quando rientrò a Venezia.
Il pomeriggio del 10 agosto 1919, mentre effettuava il collaudo di un SIAI S.9 con cui avrebbe dovuto partecipare all'Eerste Luchtverkeer Tentoonstelling Amsterdam (ELTA), manifestazione aerea sul cielo di Amsterdam, durante una virata con forte inclinazione, il motore del SIAI S.9 si arrestò.
Nonostante i tentativi di Calvello di riprenderne il controllo, il pesante idrovolante si schiantò nella laguna, uccidendolo.

## Vittorie
| N. | Data           | Reparto | Velivolo   | Avversario                                                          | Luogo            |
| -- | -------------- | ------- | ---------- | ------------------------------------------------------------------- | ---------------- |
| 1  | 22 aprile 1918 | 260ª    | Macchi M.5 | Lohner TL R1 (Stefan Bauer e Alfred Edler von Herbetz, prigionieri) | Fasana           |
| 2  | 4 maggio 1918  | 260ª    | Macchi M.5 | Hansa-Brandenburg W.18 A.91 (Josef Niedermayer, prigioniero)        | Golfo di Trieste |
| 3  | 4 maggio 1918  | 260ª    | Macchi M.5 | Hansa-Brandenburg W.18 A.78 (Franz Boros, prigioniero)              | Golfo di Trieste |